# تاریخ یهودیان در قبرس

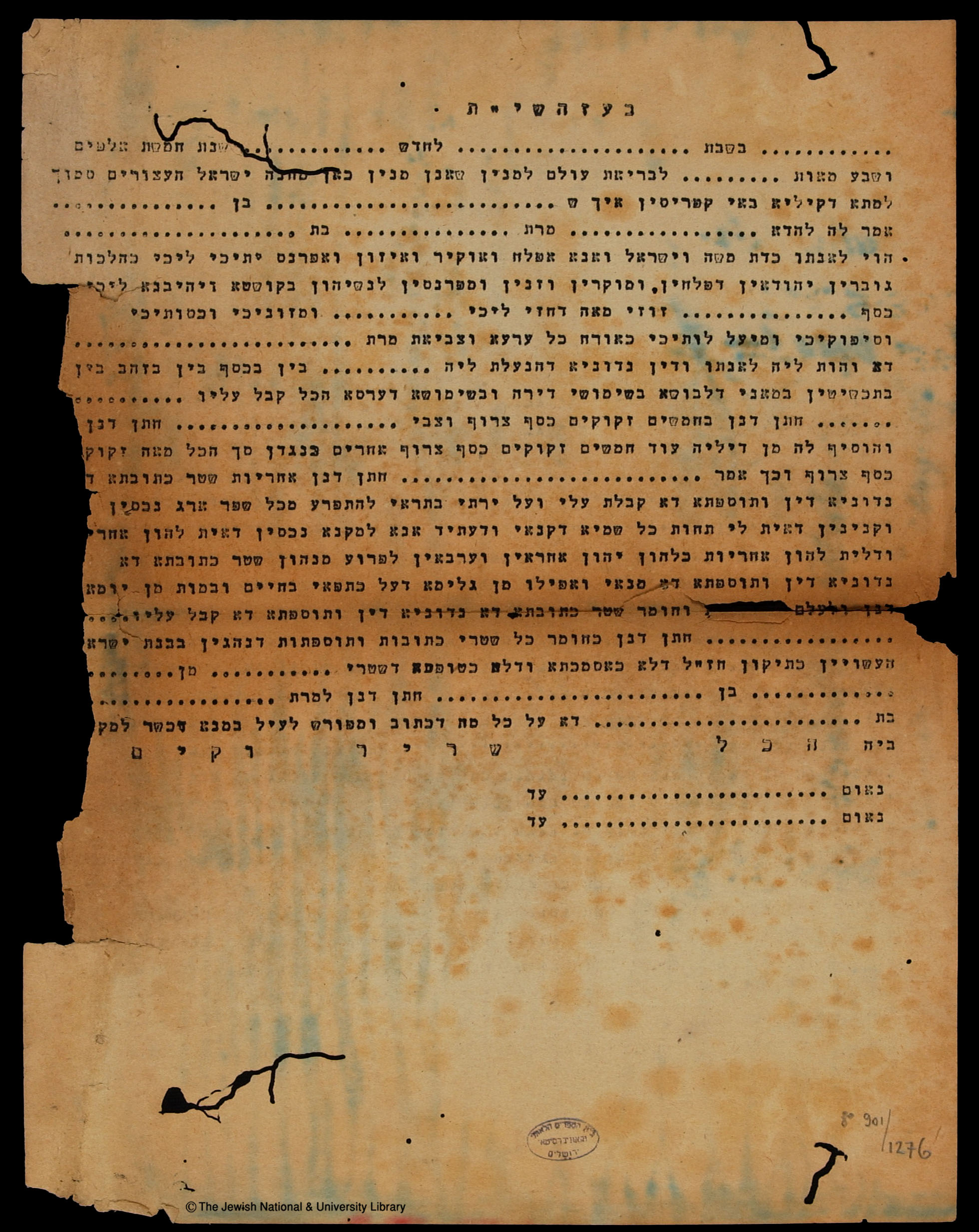
Ketubah از مجموعه Ketubot کتابخانه ملی اسرائیل

پیشینهٔ حضور یهودیان در قبرس به سدهٔ سوم میلادی باز می‌گردد. در این زمان در پی گشایش باب روابط بازرگانی میان سرزمین اسرائیل و قبرس، پای یهودیان بدان سرزمین هم باز شد. 

## تاریخچه
در پی جنگ میان پادشاه قبرس بطلمیوس نهم لاتیروس و الکساندر یانائوس، بسیاری از یهودیان کشته‌شدند. یهودیان در این زمان به بطلمیوس وفادار بودند. 
در زمان چیرگی روم، در ۱۱۷ میلادی یهودیان قبرس بر ضد تراژان سر به شورش برداشتند. این شورش به جنگ کیتوس شهره‌است. برای مجازات آنان قانونی تصویب شد که به موجب آن یهودیان حتی در صورت کشتی‌شکستگی هم حق آمدن به قبرس را نداشتند. تنها چند سال پس از این رویداد و فراموشی نسبی آن بود که جامعهٔ یهودی دوباره توانست در قبرس رشد کند. در ۶۱۰ میلادی یهودیان یک بار دیگر بر رومیان شوریدند. 
از سدهٔ دوازدهم تا شانزدهم میلادی بازرگانان یهودی در بندر فاماگوستا فعالیت چشمگیری داشتند. 
پس از جنگ میان امپراتوری عثمانی و ونیز، قبرس ضمیمهٔ این امپراتوری شد. در این زمان و به ویژه پس از فرمان الحمرا، موج یهودیان سفاردی به قبرس سرازیر شد و سبب گسترش جامعهٔ یهودی این جزیره گردید. فاماگوستا در این زمان مرکز اصلی یهودیان در عثمانی گردیده‌بود.